# Mjory
Mjory (bělorusky Мёры, rusky Миоры – Miory, litevsky Mėrai, polsky Miory) je město ve Vitebské oblasti v Bělorusku, správní středisko Mjorského rajónu. K roku 2017 ve městě žilo zhruba osm tisíc obyvatel.

## Poloha a doprava
Mjory leží přibližně 190 kilometrů severozápadně od Vitebsku, správního střediska oblasti, a zhruba 245 kilometrů severně od Minsku, hlavního města Běloruska.
Ve městě je nádraží na železniční trati z Druje do Varapajevy a je zde křižovatka silnic R14 (Polack – Braslaŭ) a R18 (Šarkaŭščyna – Kazjany).

## Dějiny
První zmínka je z roku 1514.
V roce 1691 byl ze dřeva postaven první katolický kostel.
Městem jsou Mjory od roku 1972.